# Air Costa Rica
Air Costa Rica fue una aerolínea que tenía sede en el Aeropuerto Internacional Juan Santamaría, San José, Costa Rica. La aerolínea, filial de Air Panamá, inició sus operaciones en el primer semestre del 2017 con una flota de un avión Boeing 737-300. El 26 de octubre de 2016 fue presentada oficialmente en una ceremonia inaugural. Inicialmente, operaría a las principales ciudades del centro y sur de América desde su base de operaciones en San José, así como Miami, Nueva York y Los Ángeles.

## Historia
El 5 de agosto de 2015 la aerolínea recibió su Certificado de Operador Aéreo y Certificado de Explotación por parte de la Dirección General de Aviación Civil y el CETAC, respectivamente; permitiendo el comienzo de las operaciones comerciales. No obstante, la aerolínea no tenía previsto iniciar sus operaciones hasta diciembre de 2015.
Las rutas autorizadas en su Certificado de Explotación son Ciudad de Panamá a Miami, vía San José y San José a Guatemala, vía Managua. Para estas rutas se propone servir alimentos calientes y servicios de bar incluidos.
El 10 de febrero de 2017, la compañía inició con un vuelo chárter a Rio Hato, Panamá y en las semanas posteriores voló a ciudades como Cancún, Roatán, Barcelona (Colombia), San Andrés, Acapulco, San Pedro Sula, Ciudad de México, Los Cabos y otras.
En 2018, la Dirección General de Aviación Civil, la da de baja, poniendo fin, nuevamente, a las ilusiones de Costa Rica, de tener una línea aérea de bandera nacional, luego de la desaparición de Lacsa y Costa Rica Skies.

## Antigua flota
| Aeronaves        | Total | Introducido | Retirado | Matrículas |
| ---------------- | ----- | ----------- | -------- | ---------- |
| Boeing 737-300QC | 2     | 2006        | 2018     | TI-BGV     |